# Morte em Viena
Morte em Viena (em inglês A Death in Vienna) é o título de um livro de ficção sobre espionagem do escritor norte-americano Daniel Silva, publicado pela primeira vez no ano 2004.
Em Portugal, foi editado em 2009, com tradução de Duarte Camacho, pela Bertrand Editora.